# Kours
Kours (en russe : « Курс », signifiant « cap », « direction ») est un système télémétrique radio de rendez-vous et amarrage automatique entre vaisseaux spatiaux, développé dans le cadre du programme spatial soviétique. Il est utilisé principalement par les vaisseaux soviétiques puis russes Soyouz et Progress, pour leur rendez-vous spatiaux avec la station spatiale Mir puis la Station spatiale internationale (ISS).

## Historique

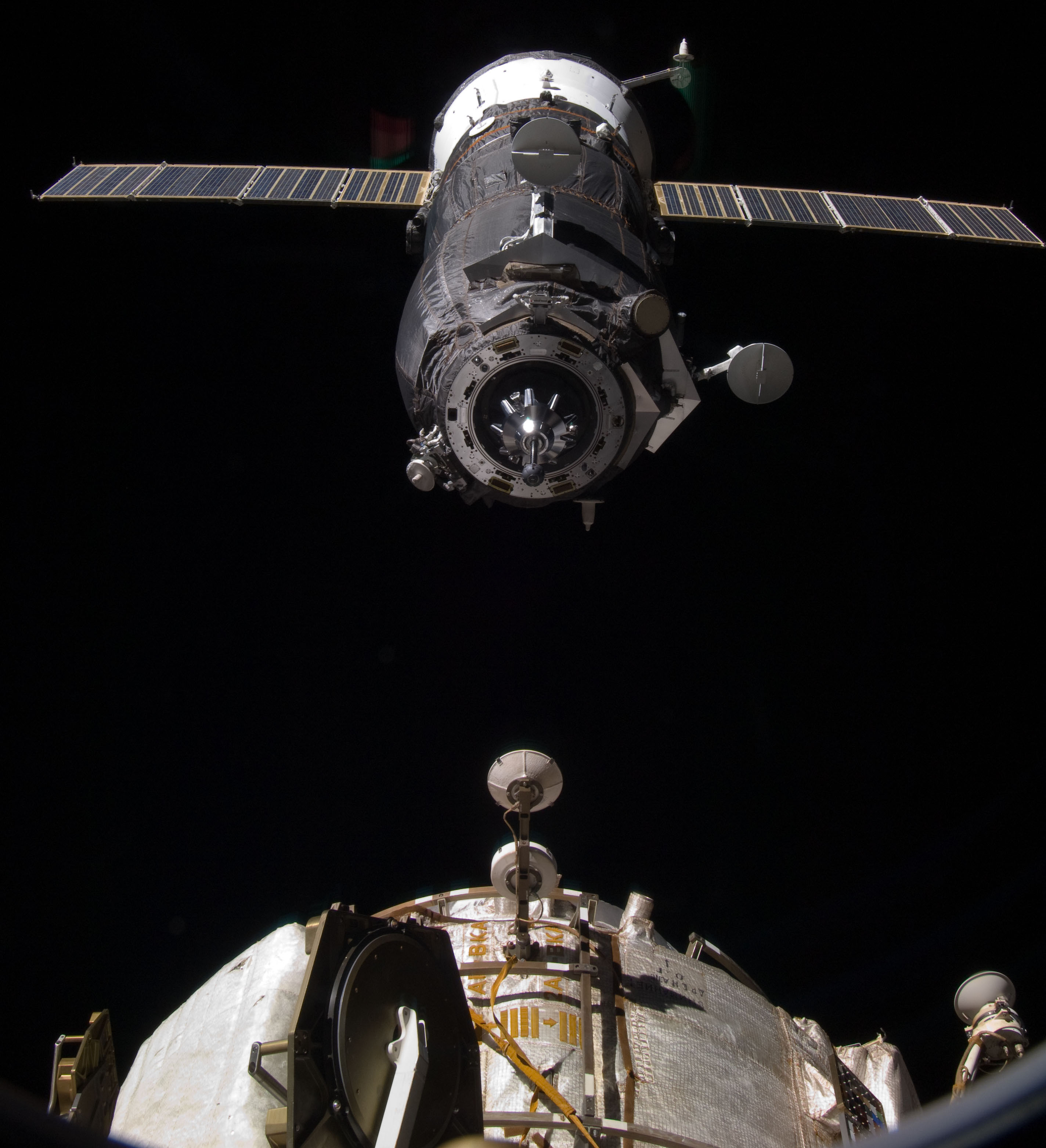
Le vaisseau Progress M-13M s'amarrant au module Pirs.

Le système Kours est mis au point au début des années 1980, à l'Institut de recherche des instruments de précision (NII TP, ou en russe : НИИ Точных Приборов), pour remplacer le système Igla conçu dans les années 1960. Il est utilisé pour la première fois le 23 mai 1986 par un vaisseau Soyouz et en septembre 1989 par le module de ravitaillement Progress. Dès lors, le système est mis en œuvre au cours des missions spatiales d'assemblage de plusieurs modules de la station spatiale Mir, de 1989 à 1996. Le développement de la navette spatiale Bourane nécessite également un système de rendez-vous orbital automatique : une version améliorée du Kours est développée puis abandonnée, à la suite de l'arrêt du programme de la navette spatiale soviétique.
Kours est décliné en trois versions, pour répondre aux différences de contraintes entre les missions :
- Kours-ММ : de dimensions et poids réduits, cette version est grandement améliorée sur plusieurs critères telles que la précision, la fiabilité mais également la portée, qui est amenée à environ 2 kilomètres,
- Kours-M : version commerciale développée pour le Véhicule automatique de transfert européen (ATV), chargée de participer au ravitaillement de la Station spatiale internationale (ISS). À bord de l'ATV, le Kours vient en complément de deux autres systèmes de mesures que sont le vidéomètre et le télégoniomètre,
- Kours-NA : version mise à jour du Kours, utilisant des technologies plus récentes.

Les vaisseaux Progress qui ravitaillent la station spatiale internationale sont détruits lors de leur trajet de retour, en rentrant dans l'atmosphère. Afin de limiter les coûts, une partie du système Kours de ces vaisseaux est démonté, lorsqu'ils sont amarrés à la station, et réexpédiés sur Terre. Les équipements récupérés sont réutilisés par la suite après reconditionnement.
Avec la disparition de l'Union soviétique en 1991, le système Kours, qui avait été développé par une entreprise située sur le sol de l'Ukraine, devient la propriété de ce pays. La Russie devient alors dépendante de ce pays pour un élément vital de son programme spatial. De plus, les problèmes financiers de la Russie ont fait que certains paiements du système Kours ne se sont pas correctement réalisés, provoquant des tensions entre les deux pays. Pour cette raison, la Russie étudie la possibilité de réaliser des lancements sans Kours, permettant par la même occasion d'augmenter la masse de la charge utile emportée si le système Kours est retiré des véhicules spatiaux.

## Principe
Le système Kours se base sur des impulsions radar émises par plusieurs antennes. La variation de la puissance du signal entre les différentes antennes permet au système de connaître sa position relative par rapport à l'autre vaisseau, son orientation et sa vitesse d'approche .